# Stanislaw Wiktorowitsch Leonowitsch
Stanislaw Wiktorowitsch Leonowitsch (russisch Станислав Викторович Леонович; * 22. Juli 1958 in Swerdlowsk; † 1. Juli 2022 in Frankreich) war ein russischer Eiskunstläufer, der im Paarlauf für die Sowjetunion startete.
Leonowitschs Eiskunstlaufpartnerin war Marina Pestowa. Trainiert wurde das Paar von Stanislaw Alexejewitsch Schuk und Igor Ksenofontow.
Leonowitsch und Pestowa wurden in den Jahren 1980, 1982 und 1983 sowjetische Meister im Paarlauf. Ihr Debüt bei Welt- und Europameisterschaften bestritten sie 1978 mit dem jeweils siebten Platz. 1980 errangen sie ihre ersten Medaillen. Sowohl bei der Europameisterschaft in Göteborg wie auch bei der Weltmeisterschaft in Dortmund gewannen sie die Bronzemedaille. Ihre einzigen Olympischen Spiele beendeten sie 1980 in Lake Placid auf dem vierten Platz. Das erfolgreichste Jahre des Paares war 1982. Erst wurden sie in Lyon Vize-Europameister und dann in Kopenhagen auch Vize-Weltmeister, beide Male hinter Sabine Baeß und Tassilo Thierbach aus der DDR. Ihren letzten internationalen Auftritt hatten Leonowitsch und Pestowa bei der Weltmeisterschaft 1983. Dort belegten sie den sechsten Platz. Daraufhin beendeten sie ihre Karriere.
Stanislaw Leonowitsch heiratete die ehemalige Eistänzerin Olga Makarowa und hat zwei Kinder mit ihr. Zeitweise trainierte er in Grenoble.

## Ergebnisse

### Paarlauf
(mit Marina Pestowa)
| Wettbewerb / Jahr           | 1978 | 1979 | 1980 | 1981 | 1982 | 1983 |
| --------------------------- | ---- | ---- | ---- | ---- | ---- | ---- |
| Olympische Winterspiele     |      |      | 4.   |      |      |      |
| Weltmeisterschaften         | 7.   | 5.   | 3.   |      | 2.   | 6.   |
| Europameisterschaften       | 7.   | 4.   | 3.   |      | 2.   |      |
| Sowjetische Meisterschaften | 2.   | 2.   | 1.   | 4.   | 1.   | 1.   |